# Yoel Tapia
Pour les articles homonymes, voir Tapia.
Yoel Armando Tapia Gómez, né le 11 septembre 1984 à San Fernando de Monte Cristi, est un athlète de la République dominicaine, spécialiste du 400 m. Son club est le Dekalb T.C. .

## Palmarès
| Date | Compétition                    | Lieu           | Résultat | Épreuve   | Temps         |
| ---- | ------------------------------ | -------------- | -------- | --------- | ------------- |
| 2007 | Championnats du monde          | Osaka          | 7e       | 4 x 400 m | 3 min 03 s 56 |
| 2007 | Jeux panaméricains             | Rio de Janeiro | 3e       | 4 × 400 m | 3 min 02 s 48 |
| 2008 | Championnats du monde en salle | Valence        | 3e       | 4 x 400 m | 3 min 07 s 77 |
| 2009 | Championnats du monde          | Berlin         | 6e       | 4 x 400 m | 3 min 02 s 47 |
| 2011 | Jeux panaméricains             | Guadalajara    | 2e       | 4 × 400 m | 3 min 00 s 44 |
| 2011 | Jeux mondiaux militaires       | Rio de Janeiro | 3e       | 200 m     | 20 s 88       |

## Records
| Épreuve | Épreuve   | Temps   | Lieu           | Date            |
| ------- | --------- | ------- | -------------- | --------------- |
| 200 m   | Plein air | 20 s 72 | Saint-Domingue | 27 mars 2010    |
| 200 m   | En salle  | 21 s 76 | Vienne         | 30 janvier 2007 |